# Caecilius av Iliberris
Caecilius av Illiberis var en av sju biskopar, som enligt traditionen sändes till Spanien av apostlarna Petrus och Paulus.
Traditionen om dessa "sju apostoliska män" (siete varones apostólicos) nämner jämte Caecilius som biskop av Illiberis (nuvarande biskopssäte Granada): Torquatus av Acci (nu Guadix), Ctesiphon av Vergium (nu Berja), Secundus av Abula (nu Abla), Indaletius av Urci (nu Almeria), Hesychius av Carteia (nu Cazorla) och Euphrasius av Illiturgum (nu Andújar).
Dessa namn hämtas från martyrologiet från Lyon från år 806, som i sin tur är beroende av en källa från 400-talet. Enligt handskrifter från 900-talet landsteg de sju i Cadiz. Där blev de förföljda av den inhemska befolkningen, men räddades genom ett under. Påven Johannes Paulus II mindes under sitt besök i Spanien 1982 de sju biskoparna som landets missionärer.
Gemensam minnesdag för dessa helgon är den 15 maj. Den helige Caecilius uppmärksammas dessutom den 1 februari.